# The Truth About Love (película)
The Truth About Love  The Truth About Love es una película de 2005 dirigida por John Hay y protagonizada por Jennifer Love Hewitt, Jimi Mistry y Dougray Scott. 
Argumento 
Como parte de una apuesta de borrachos, una mujer felizmente casada envía una tarjeta de San Valentín en el anonimato a su marido para ver como reacciona. Lo que en un principio era solo una broma conduce a una serie de acontecimientos y revelaciones que pone en juego su matrimonio.

## Elenco
- Jennifer Love Hewitt - Alice Holbrook
- Dougray Scott - Archie Gray
- Jimi Mistry - Sam Holbrook
- Branka Katic - Katya
- Kate Miles - Felicity
- Stefan Dennis - Dougie